# 철원여자중학교
철원여자중학교(鐵原女子中學校)는 대한민국 강원특별자치도 철원군 동송읍 이평리에 있는 공립 중학교이다.

## 학교 연혁
- 1979년 11월 20일 : 설립 인가(12학급)
- 1980년 3월 5일 : 철원여자중학교 개교
- 1983년 9월 5일 : 신축교사로 이전
- 2002년 7월 13일 : 다목적실 준공
- 2006년 12월 15일 : 교육인적자원부 연구학교 발표회
- 2010년 3월 1일 : 사교육 없는 자율학교 지정
- 2010년 10월 29일 : 예다움(체육관) 준공
- 2016년 12월 31일 : (신)급식소 준공
- 2022년 9월 1일 : 제15대 한미애 교장 부임
- 2023년 12월 29일 : 제44회 졸업식(94명, 누계 7,929명)
- 2024년 3월 4일 : 제47회 입학(72명)

## 참고 자료
- 철원여자중학교 - 한국교육학술정보원 학교알리미